# Spaced (album)
Spaced – studyjny album grupy Soft Machine nagrany około maja 1969 i wydany w październiku 1996.

## Historia i charakter albumu
Ten nietypowy album Soft Machine zawiera wybór z półtoragodzinnej oprawy muzycznej do spektaklu multimedialnego pt. Spaced, stworzonego i wyreżyserowanego przez awangardowego reżysera teatralnego Petera Dockleya. Spektakl ten wykonywany był m.in. przez tancerzy baletowych i gimnastyków (byłych żołnierzy). Ubrani byli w gumowe kostiumy z ramionami ośmiornicy. Scenografię tworzyły rusztowania. Wystawienie tego awangardowego wówczas widowiska odbyło się w klubie "Roundhouse", który następnie po przebudowie stał się znany jako "UFO".
Muzyka miała być ponura i zdezorganizowana.
Grupa nagrywała ją na terenie byłych doków w magazynie, który służył jej jako miejsce prób. W weekendy dochodził Brian Hopper i dogrywał partie saksofonowe. Następnie taśmy były opracowywane w mieszkaniu inżyniera dźwiękowca Boba Woolforda, który ciął, montował i sklejał taśmy, posługując się m.in. pierwszym brytyjskim magnetofonem – ferrografem. Taśmy te nie były przygotowywane z myślą o wydaniu ich na płycie analogowej (LP) czy też nośniku cyfrowym (CD).
Spektakl był wykonywany przez tydzień, ale nie odniósł sukcesu.
Program BBC poświęcony sztuce wyemitował zmontowane fragmenty spektaklu, jednak muzyka Soft Machine była zbyt awangardowa, więc telewizja posłużyła się nagraniami grupy Pink Floyd.

## Muzycy
- Mike Ratledge – organy elektryczne, pianino
- Robert Wyatt – perkusja
- Hugh Hopper – gitara basowa

oraz
- Brian Hopper – saksofony

## Lista utworów
1. "Spaced One" - 12:05
2. "Spaced Two" - 7:36
3. "Spaced Three" - 2:56
4. "Spaced Four" - 32:10
5. "Spaced Five" - 4:16
6. "Spaced Six" - 4:10
7. "Spaced Seven" - 3:53

## Opis płyty
- Producent – nieznany
- Inżynier – Bob Woolford
- Data nagrania – około maja lub wcześniej w 1969
- Miejsce/studio – magazyn na terenie byłych doków w Londynie
- Opracowanie, obróbka taśm – mieszkanie Woolforda w Islington, w północnym Londynie
- Cyfrowa obróbka (czyszczenie, itp.) taśm i mastering – SAE
- Kierowanie wydaniem – Steven Feigenbaum
- Fotografie – Mark Ellidge
- Fotografia na okładce – Bob Woolford
- Projekt graficzny CD – David Greeberger
- Czas nagrania – 65:89
- Firma nagraniowa – Cuneiform USA
- Numer katalogowy – Rune 90
- Data wydania – 23 października 1996